# Josef Maloun
Josef Maloun (11 febbraio 1905 – 28 aprile 1972) è stato un calciatore cecoslovacco, di ruolo attaccante.

## Carriera

### Club
Disputò in totale 66 partite nella massima serie cecoslovacca, segnando 14 reti. Conta inoltre 4 presenze ed 1 rete in Coppa Mitropa.

### Nazionale
La sua unica presenza internazionale, datata 20 marzo 1927, si verifica in un match amichevole a Vienna contro l'Austria (1-2): Maloun mette a segno il parziale 0-2.
Nel 1928 e nel 1930 giocò 2 partite con la Nazionale Amatori.

## Palmarès

### Club

#### Competizioni nazionali
- Campionato cecoslovacco: 1

Sparta Praga: 1927